# Rostocker Zeitung
Die Rostocker Zeitung war eine in Rostock erscheinende Tageszeitung.
Die 1711 gegründete Gazette erschien zunächst im Format Kleinoktav zweimal in der Woche bei dem Buchdrucker Johann Weppling unter dem Titel Curieuser Extract der Neuesten Zeitungen, ab 1757 hieß es Extract der Neuesten Zeitungen und erschien seit 1789 viermal pro Woche. 1846/47 wurde das Blatt in Rostocker Zeitung umbenannt.
Die Rostocker Zeitung existierte bis 1920 (insgesamt 210 Jahrgänge) als Organ des liberalen Bürgertums, wurde aber seit 1881 vom Rostocker Anzeiger als auflagenstärkste Zeitung Mecklenburgs abgelöst.